# Halina Pokrzycka
Halina Pokrzycka (ur. 6 listopada 1928 w Warszawie) – żołnierz Armii Ludowej, dama Orderu Virtuti Militari.

## Życiorys
Córka Piotra i Wiktorii Sipaków, miała dwóch braci – Henryka i Mariana. W czasie II wojny światowej, od listopada 1943 r., została żołnierzem Armii Ludowej i służyła w I Obwodzie AL (dzielnica Koło). Posługiwała się pseudonimem "Kasia" i służyła jako łączniczka II plutonu 2 kompanii batalionie im. Czwartaków. W Warszawie brała udział w akcjach związanych z pozyskiwaniem i przenoszeniem broni i materiałów wybuchowych oraz akcjach małego sabotażu polegających na malowaniu haseł na murach. 
W lipcu 1944 r. wyjechała z częścią oddziału 2 kompanii batalionu „Czwartaków", w lasy lubelskie w rejonie Pogonowa i Baranowa. Ich zadaniem było przygotowywanie zrzutowiska i odbieranie zrzutów broni organizowanych przez Polski Sztab Partyzancki. Ponadto brała udział w atakach na oddziały Wehrmachtu oraz na posterunek policji granatowej w Zaborowie. 
Po wybuchu powstania warszawskiego jej oddział podjął nieudaną próbę przebicia się do Warszawy. Po zakończeniu II wojny światowej pracowała w 1945 w Zarządzie Głównym Związku Walki Młodych. W latach 1946–1948 znalazła zatrudnienie jako urzędniczka w Ministerstwie Komunikacji, później w Centralnym Zarządzie Państwowym Ośrodku Maszynowym. Następnie pracowała w Zarządzie Handlu Sprzętem Medycznym, w Urzędzie Rezerw Państwowych. W latach 1959–1970 pracowała w Warszawskim Przedsiębiorstwie Geologiczno-Inżynieryjnym. W 1961 r. ukończyła Technikum Ekonomiczne. 
Była członkiem Polskiej Partii Robotniczej a następnie Polskiej Zjednoczonej Partii Robotnicza, gdzie pełniła funkcję członka egzekutywy i II sekretarza POP PZPR. Była też członkiem Związku Bojowników o Wolność i Demokrację, a następnie Związku Kombatantów Rzeczypospolitej Polskiej i Byłych Więźniów Politycznych.

## Ordery i odznaczenia
- Krzyż Srebrny Orderu Virtuti Militari (1968),
- Brązowy Krzyż Zasługi (1946),
- Krzyż Partyzancki,
- Medal Zwycięstwa i Wolności 1945 (1958),
- Medal za Warszawę 1939–1945
- Srebrny Medal „Zasłużonym na Polu Chwały”
- Medal 10-lecia Polski Ludowej,
- Odznaka 1000-lecia Państwa Polskiego
- Srebrne Odznaczenie im. Janka Krasickiego (1959),
- Odznaka "Syna Pułku" (1969).